# Friedrich Kaufhold
Friedrich Kaufhold (* 12. Januar 1908 in Konstanz; † 27. Dezember 1989 in Kiefersfelden) war ein deutscher Ingenieur und Feuerwehrmann. Er war von 1946 bis 1957 Leiter der Landesfeuerwehrschule Nordrhein-Westfalen und von 1957 bis 1968 als Oberbranddirektor in West-Berlin Leiter der Berliner Feuerwehr. In seine Amtszeit fiel 1961 der Bau der Berliner Mauer.

## Frühe Jahre
Friedrich Kaufhold wurde in Konstanz am Bodensee als Sohn des Maschineningenieurs Arthur Kaufhold geboren, der kurze Zeit später eine Stelle als Ingenieur in dem von Julius Gebauer geführten Familienunternehmen Bleicherei und Maschinenfabrik Fr. Gebauer in Berlin-Charlottenburg antrat. Durch den Umzug verbrachte Kaufhold seine Kindheit überwiegend in Berlin, besuchte jedoch zunächst eine Volksschule sowie eine höhere Privatschule in Thüringen, ehe der Lebensmittelpunkt der Familie fest nach Berlin verlegt wurde.
1927 legte er am damaligen Schiller-Realgymnasium das Abitur ab. Seinen ursprünglichen Wunsch, wie sein Vater Ingenieur werden zu wollen, gab er auf, nachdem ihm dieser wegen der hohen Arbeitslosigkeit davon abgeraten hatte.
Nach der Reifeprüfung entschloss er sich daher, Chemie, Physik und Biologie für das höhere Lehramt zu studieren. Damit hielt er sich auch den späteren Wechsel in eine technische Laufbahn offen.
Die ersten vier Semester studierte er von 1927 bis 1929 in Berlin und betätigte sich nebenbei auch sportlich. Als Absolvent eines Turn- und Sportlehrerkurses, bestand Kaufhold 1929 die Prüfung als Turn-, Sport- und Schwimmlehrer. Zudem erwarb er alle drei Stufen des Reichssportabzeichens sowie den Leistungsschein der Deutschen Lebens-Rettungs-Gesellschaft.
Von 1929 bis 1932 studierte er an der Universität Innsbruck und widmete sich zusätzlich Forschungsprojekten auf dem Gebiet der Pflanzen-Psychologie. Noch 1932 wurde Kaufhold mit Auszeichnung zum Doktor der Philosophie promoviert. Wegen seiner bemerkenswerten Forschungsergebnisse, wurde Kaufholds Dissertation von der naturwissenschaftlichen Fachzeitschrift Planta zur Publikation erworben.
Im Wintersemester 1932 kehrte Kaufhold wieder nach Berlin zurück und bereitete sich auf das naturwissenschaftliche Staatsexamen in den Bereichen Chemie, Physik und Biologie vor, welches er im Februar 1935 mit der Note gut bestand. Noch im selben Jahr absolvierte er ein Referendariat am Heinrich-Schliemann-Gymnasium in Berlin.

## Feuerwehrlaufbahn
Aufgrund zufälliger privater Kontakte zu Feuerwehrleuten entwickelte Kaufhold ein starkes Interesse für den Feuerwehrberuf, was auch im Einklang mit seinem einstigen Wunsch stand, demnach er den Wechsel in eine technische Laufbahn anstrebte.
Noch während seiner Referendariatszeit bewarb sich Kaufhold im Oktober 1935 beim Deutschen Gemeindetag für die Laufbahn des höheren feuerwehrtechnischen Dienstes.

### Berliner Feuerwehr (1936–1941)
Bereits am 1. November 1935 wurde Kaufhold als Feuerwehringenieur-Anwärter bei der Berufsfeuerwehr Leipzig eingestellt. Seinen sich anschließenden Vorbereitungsdienst absolvierte er in Leipzig, bei der Feuerwehr Magdeburg und bei der Berliner Feuerwehr. Am 29. Juni 1936 bestand Kaufhold seine Ausbildungs-Prüfung in Berlin und wurde dort am 24. Juli 1936 als Brandingenieur eingestellt.
Seine ersten Einsätze als Feuerwehrmann des höheren Dienstes absolvierte er als Brandingenieur bei der Berliner Feuerwehr. Am 1. April 1939 wurde er zum Baurat befördert und gleichzeitig in das Beamtenverhältnis auf Lebenszeit übernommen.
Als Sachbearbeiter des Brandschutzamtes Nord übernahm Kaufhold in Berlin die Verwaltung und Fachaufsicht von neun Berufsfeuerwehrwachen sowie 20 Freiwilligen Feuerwehren. Zudem widmete er sich dem Vorbeugenden Brandschutz, insbesondere bei Baugesuchen und feuerpolizeilichen Revisionen.

### Reichsfeuerwehrschule Eberswalde (1941–1945)
Mitten im Zweiten Weltkrieg wurde Kaufhold auf Weisung des Reichsinnenministeriums und gegen seinen Willen, an die Reichsfeuerwehrschule nach Eberswalde versetzt. Auch das Veto des Berliner Feuerwehrchefs Gustav Wagner, konnte die Umsetzung nicht verhindern.
Kaufhold wurde inzwischen zum Major der neu gebildeten Feuerschutzpolizei ernannt und Übernahm in Eberswalde die Leitung der technisch-wissenschaftlichen Abteilung. Zu seinen Aufgaben gehörte als amtliche Prüfstelle die Begutachtung und Bewertung aller technischen Neuerungen im Feuerlöschwesen. Zudem wurde ihm die Prüfung und Zulassung der damals verwendeten Handfeuerlöscher übertragen, um die Norm einer im September 1941 erlassenen Polizeiverordnung umzusetzen. Diese Aufgabe sollte Kaufhold auch nach Kriegsende auf Beschluss der Landesinnenminister erneut übertragen werden.
Darüber hinaus war Kaufhold als Lehr-Offizier eingesetzt und unterrichtete sämtliche wichtigen Feuerwehrfächer. Während dieser Zeit eignete er sich ein zusätzliches breites Fachwissen an und begründete somit auch seine Autorentätigkeit für spätere Lehrbücher.
Mit dem Ende des Zweiten Weltkriegs endete auch seine Verwendung in Eberswalde. Kaufhold wurde durch US-amerikanische Militärbehörden festgenommen und in ein Internierungslager verbracht. Da Kaufhold jedoch kein Parteimitglied und in Gänze unbelastet war, wurde er wieder relativ schnell entlassen.

### Leiter der Landesfeuerwehrschule Nordrhein-Westfalen (1946–1957)
Im Januar 1946 übernahm er für einige Monate die Leitung der Flughafenfeuerwehr eines britischen Militärstützpunkts Blankensee bei Lübeck. Bereits im Juli wurde ihm die Leitung der aufzubauenden Landesfeuerwehrschule Westfalen in Warendorf angeboten. Die Direktorenstelle trat er als Oberbrandrat am 1. September 1946 an.
Mit Kaufhold wechselte nun auch die Amtliche Prüfstelle für Feuerlöschmittel von Eberswalde nach Warendorf. Ihm gelang es in einer sehr schnellen Phase, die neue Landesfeuerwehrschule, die nach der Gründung des Landes Nordrhein-Westfalen die Zuständigkeit für das gesamte neue Land erhielt, zu einer modernen und anerkannten Feuerwehr-Bildungseinrichtung zu formen. Sehr schnell entwickelte sich aus ihr die größte Schule ihrer Art, die auch Feuerwehrleute aus den anderen Ländern und auch aus dem Ausland schulte.
Inzwischen ist aus der Landesfeuerwehrschule das Institut der Feuerwehr Nordrhein-Westfalen hervorgegangen.

### Leiter der Berliner Feuerwehr (1957–1968)
Nachdem Struktur und Taktik der Feuerwehr im damaligen West-Berlin nach dem Kriegsende immer mehr ins Stocken geraten waren und auch der scheidende Behördenleiter Ludwig Wissell durch falschen Aktionismus den Anschluss an das moderne Feuerwehrgeschehen verloren hatte, wurde in der alten Wirkungsstätte Kaufholds nach einem neuen Feuerwehrchef gesucht.
Im August 1956 bewarb sich Friedrich Kaufhold auf die im Berliner Amtsblatt ausgeschriebene Stelle des Leiters der Berliner Feuerwehr. Schließlich wurde Kaufhold am 1. Juli 1957 von Innensenator Joachim Lipschitz zum neuen Leiter der Berliner Feuerwehr ernannt und in der Nachfolge des pensionierten Wissell zum Oberbranddirektor befördert.
Während die Berufsfeuerwehr in Ost-Berlin im selben Jahr militärisch strukturiert und in Kommandos umbenannt wurde, erhielt Kaufhold den Auftrag, seine Behörde vor allem zu modernisieren und an die geltenden bundesdeutschen Normen anzugleichen.
Vor einer großen Herausforderung stand Friedrich Kaufhold insbesondere durch den Bau der Berliner Mauer ab dem 13. August 1961. Dieser Umstand verdeutlichte, dass die „Inselfeuerwehr“ ab sofort mit keiner Unterstützung von außen zu rechnen hatte, was ein massives Umdenken einforderte. Aus dieser Situation heraus bewertete er die Struktur und Stärke der Berliner Feuerwehr neu und konzipierte eine moderne Ausrichtung seiner Behörde.
Mitte der 1960er Jahre handelte es sich bei Kaufholds Referenten um Kurt-Werner Seidel, der 1970 selbst Chef der Berliner Feuerwehr wurde.
Bis 1967 besetzte Kaufhold die ersten Schwerpunktwachen mit dem neuen Einsatzmodell eines Vier-Fahrzeuge-Löschzugs, bestehend aus einem Löschgruppenfahrzeug LF 16, einem Tanklöschfahrzeug TLF 16, einer Drehleiter DL 30 sowie einem Unfallwagen. Aus letzterem konzipierte sich später der Krankentransportwagen. Ebenfalls durch Kaufhold initiiert, wurde die Berliner Feuerwehr mit modernen Pressluftatmern ausgerüstet, die die bisher verwendeten Heeresatmer ablösten.
Die Gesamtlage nach dem Mauerbau hat die Feuerwehr im Westteil Berlins erheblich ins politische Licht gerückt. Während die Ost-Berliner Wehr stetig in die Volkspolizei integriert wurde, gerieten die West-Feuerwehrleute immer wieder alleine dadurch in gefährliche Situationen, indem sie Menschen aus dem Bereich der Grenzsicherungsanlagen zu retten hatten. Während ost- und westdeutsche Polizeikräfte sich immer wieder Schusswechsel lieferten, blieben Feuerwehrleute glücklicherweise unverletzt. 31 Feuerwehrbeamte, die an Einsätzen an der innerstädtischen Demarkationslinie beteiligt waren, wurden im April 1962 mit dem Verdienstorden der Bundesrepublik Deutschland ausgezeichnet.
Friedrich Kaufhold machte sich vor allem einen Namen, weil es ihm als ersten Berliner Feuerwehrchef gelungen war, mehr als 700 zusätzliche Planstellen für die Berufsfeuerwehr einrichten zu lassen. Auch im Bereich der Liegenschaften setzte er Zeichen. Zwischen 1960 und 1967 wurden jedes Jahr eine neue Feuerwache gebaut und zusätzlich zwei bestehende modernisiert. Zudem widerrief er die Anordnung seines Vorgängers Wissell und bremste die eingeleiteten Auflösungen Freiwilliger Feuerwehren aus. Dieser hatte bereits zum Ende seiner Amtszeit neun ehrenamtliche Wehren gestrichen. Kaufhold brauchte somit die durch Auflösung bedrohten Freiwilligen-Wachen nicht durch Berufsfeuerwehrleute ersetzen.
Friedrich Kaufhold ließ als erster Berliner Feuerwehrchef zudem speziell auf den Umweltschutz ausgerichtete Einsatzfahrzeuge beschaffen und führte im Rahmen des Arbeitsschutzes nachtleuchtende gelbe Einsatzhelme ein, die die bis dahin verwendeten schwarzen ersetzten. Die Einsatzleiter des höheren Dienstes wurden mit silberfarbenen Helmen ausgestattet. Diese wurden noch bis 2003 bei der Berliner Feuerwehr getragen, ehe man sie durch moderne Kunststoffhelme ersetzte.
Auch organisatorisch erwirkte der Oberbranddirektor wichtige neue Akzente. Da sich die ursprüngliche Berliner Hauptfeuerwache nunmehr im Ostsektor befand, suchte Kaufhold nach einer Alternative für West-Berlin.
Es gehört zu seinen großen Leistungen, dass es ihm gelungen war, eine neue Leitstelle, ein modernes Verwaltungsgebäude mit den wichtigsten Feuerwehrabteilungen, den Technischen Dienst sowie die Zentralwerkstatt am neuen Standort in Charlottenburg-Nord zusammenzuführen. Aus Anlass seiner Verabschiedung wurde die neue Hauptfeuerwache am Nikolaus-Groß-Weg schließlich eingeweiht.
Kaufholds Wirken blieb nicht unbemerkt, weshalb er mehrfach ausgezeichnet und geehrt wurde. Am 22. Januar 1968 erhielt er auf Vorschlag des Regierenden Bürgermeisters Klaus Schütz von Innensenator Kurt Neubauer das Verdienstkreuz 1. Klasse des Verdienstordens der Bundesrepublik Deutschland ausgehändigt, das ihm vom Bundespräsidenten verliehen wurde.
Am 31. Januar 1968 trat Friedrich Kaufhold schließlich in den Ruhestand. Er war der erste Behördenleiter der Berliner Feuerwehr, der regulär durch das Erreichen der gesetzlichen Altersgrenze aus dem aktiven Dienst ausschied und zugleich der letzte, der seinen Abschied im Rang eines Oberbranddirektors nahm.
Im Amt des Behördenleiters folgte ihm, nur einen Tag später, sein bisheriger Stellvertreter Heinz Hoene nach.

## Privates
Friedrich Kaufhold war seit 1936 mit Charlotte Kaufhold geborene Jechow verheiratet. Das Paar hatte zwei Kinder und zog nach der Pensionierung Kaufholds nach Kiefersfelden, wo er sich in seiner Freizeit der Fotografie, der Stereofonie sowie der Schwarzen Magie widmete.
Der ehemalige Oberbranddirektor, der während des Mauerbaus die Geschicke der Berliner Feuerwehr leitete, konnte noch im November 1989 in den Medien den Fall der Mauer mitverfolgen.
Nur wenige Wochen später, im Dezember 1989, stürzte Friedrich Kaufhold auf dem Weg zu einem Einkauf mit seinem Fahrrad und erlitt vor Aufregung einen Herzinfarkt, an dessen Folgen er im Alter von 81 Jahren verstarb. 
Seine letzte Ruhestätte fand er einen Monat später auf dem Klausbergfriedhof in Kiefersfelden, wo er im engsten Familienkreis beigesetzt wurde. Das Grab ist seit 2004 erloschen.

## Ehrenämter
Friedrich Kaufhold engagierte sich auch ehrenamtlich für den Brandschutz und das Feuerwehrwesen und nahm u. a. nachfolgende Positionen wahr:
- Vorsitzender der Arbeitsgemeinschaft für Feuerschutz der Bundesländer
- Vorsitzender der Arbeitsgemeinschaft der Leiter der Berufsfeuerwehren
- Vorsitzender des Fachnormenausschusses Feuerlöschwesen im Deutschen Normenausschuss
- Obmann in der Vereinigung zur Förderung des Deutschen Brandschutzes
- Mitglied des Beirats für das Brandschutzwesen im Deutschen Städtetag
- Mitglied des Prüfungsausschusses für den höheren feuerwehrtechnischen Dienstes
- Mitglied der Arbeitsgemeinschaft der Schadenverhütung der Feuersozietät Berlin
- Hauptschriftleiter der Fachzeitschrift Brandschutz

Zudem war Kaufhold Autor zahlreicher feuerwehrspezifischer Werke. Noch heute gilt das Heft Nr. 1 der Fachschriftenreihe Die roten Hefte mit dem Thema Verbrennen und Löschen zur Pflichtlektüre deutscher Feuerwehrleute.

## Trivia
- Friedrich Kaufhold war Doktor der Philosophie und somit seit Gründung der Berliner Feuerwehr der erste promovierte Behördenleiter. Erst 50 Jahre später, im August 2018, gelangte mit Karsten Homrighausen, der im Jahr der Pensionierung Kaufholds geboren wurde, erneut ein Promovierter an die Spitze der Berliner Feuerwehr.
- Einzelne Vorhaben Kaufholds in Angelegenheiten des Personals, des Gebäudemanagements sowie in den Bereichen Fahrzeuge und Technik wirkten sich massiv auf den Berliner Haushalt aus. Bei dessen Amtsantritt betrug der jährliche Feuerwehretat 12,5 Millionen D-Mark. Bei seinem Ausscheiden 1968 50 Millionen, weshalb Kaufhold scherzhaft als der teuerste Feuerwehrchef Berlins bezeichnet wurde.
- In Kaufholds Amtszeit fiel auch der September 1966, als die bis dahin noch immer genutzten Telefon- und Fernschreiberverbindungen zwischen den beiden Feuerwehren Berlins durch DDR-Behörden gekappt wurden. Diese wurden erst wieder unter Verantwortung von Landesbranddirektor Wolfgang Scholz im Dezember 1989 in Betrieb genommen.
- Während seiner Amtszeit als Leiter der Berliner Feuerwehr bewohnte Friedrich Kaufhold eine Dienstwohnung auf der Feuerwache Tempelhof.
- Kaufholds Ruhestandszeit betrug exakt 8.000 Tage, was 21 Jahre und 329 Tage entspricht. Nur Heinz Hoene und Wolfgang Scholz erreichten bisher längere Pensionszeiten.

## Auszeichnungen
- Verdienstkreuz 1. Klasse des Verdienstordens der Bundesrepublik Deutschland (1968)
- Ehrenmitglied der Vereinigung zur Förderung des Deutschen Brandschutzes (1968)[3]
- Heinrich-Henne-Medaille (1968)[4]

## Werke (Auswahl)
- Friedrich Kaufhold: Zur Ursache der Explosionskatastrophe in Ludwigshafen am 28. Juli 1948. Kohlhammer Verlag, 1949
- Friedrich Kaufhold: Ausbildungsvorschriften für die Feuerwehr: AVF 1 bis 3 mit Erläuterungen. Deutscher Gemeindeverlag, 1956
- Friedrich Kaufhold: Verbrennen und Löschen. Kohlhammer Verlag, 1959
- Friedrich Kaufhold: Feuerlöschmittel: Eigenschaften – Wirkung – Anwendung. Kohlhammer Verlag, 1982 (Neuauflage), ISBN 978-3170072640
- Heinrich Kern, Friedrich Kaufhold: Der Gruppenführer im Löscheinsatz. W. Kohlhammer, 1985 (Neuauflage), ISBN 978-3170088078